# Clotilde Ozouf

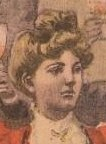
Clotilde Ozouf.

Clotilde Ozouf (née Adélina Clotilde Célinie Ozouf à Baudreville le 9 décembre 1879) est une jeune fille élue Reine des Reines de Paris pour la Mi-Carême 1900.
Elle est la dixième Reine des Reines de Paris élue depuis 1891.
Son cortège a défilé dans Paris le jeudi de la Mi-Carême 22 mars 1900 et a été acclamé par des centaines de milliers de Parisiens.
Elle a succédé à la Reine des Reines de Paris 1899 Charlotte Proisy.

## L'élection de la Reine des Reines de Paris 1900
Le journaliste Christian Laroze écrit :

« Mlle Clotilde Ozouf vient d’être élue reine des reines pour les fêtes de la mi-carême de cette année. Mlle Clotilde Ozouf est demoiselle de magasin chez Mme Becker, marchande de chaussures.
L’élue, âgée de vingt ans, est originaire de Baudreville (Manche).
Elle habite Paris depuis sept ans.
Le choix est heureux : Mlle Ozouf est une gracieuse blonde de taille moyenne, au visage frais et rose.
En termes forts aimables, la reine des reines – tel est son titre – a remercié le comité du marché Saint-Germain et les camarades qui l’ont nommée.
L’assemblée a désigné ensuite deux demoiselles d’honneur : Mlle Albertine Duclos, 21 ans, bouquetière et Mlle Blanche Charpentier, lingère.
Mmes Massot et Lamy, au nom de la renaissance des Halles et du marché du Temple, ont remis chacune une superbe gerbe de fleurs à Mlle Ozouf.
Puis on a porté un toast à la santé à la Reine des reines et de ses demoiselles d’honneur, et l’on s’est séparé en souhaitant vivement que cette année le ciel soit plus clément que l’an dernier pour les Halles et Marchés. »